# Frogn

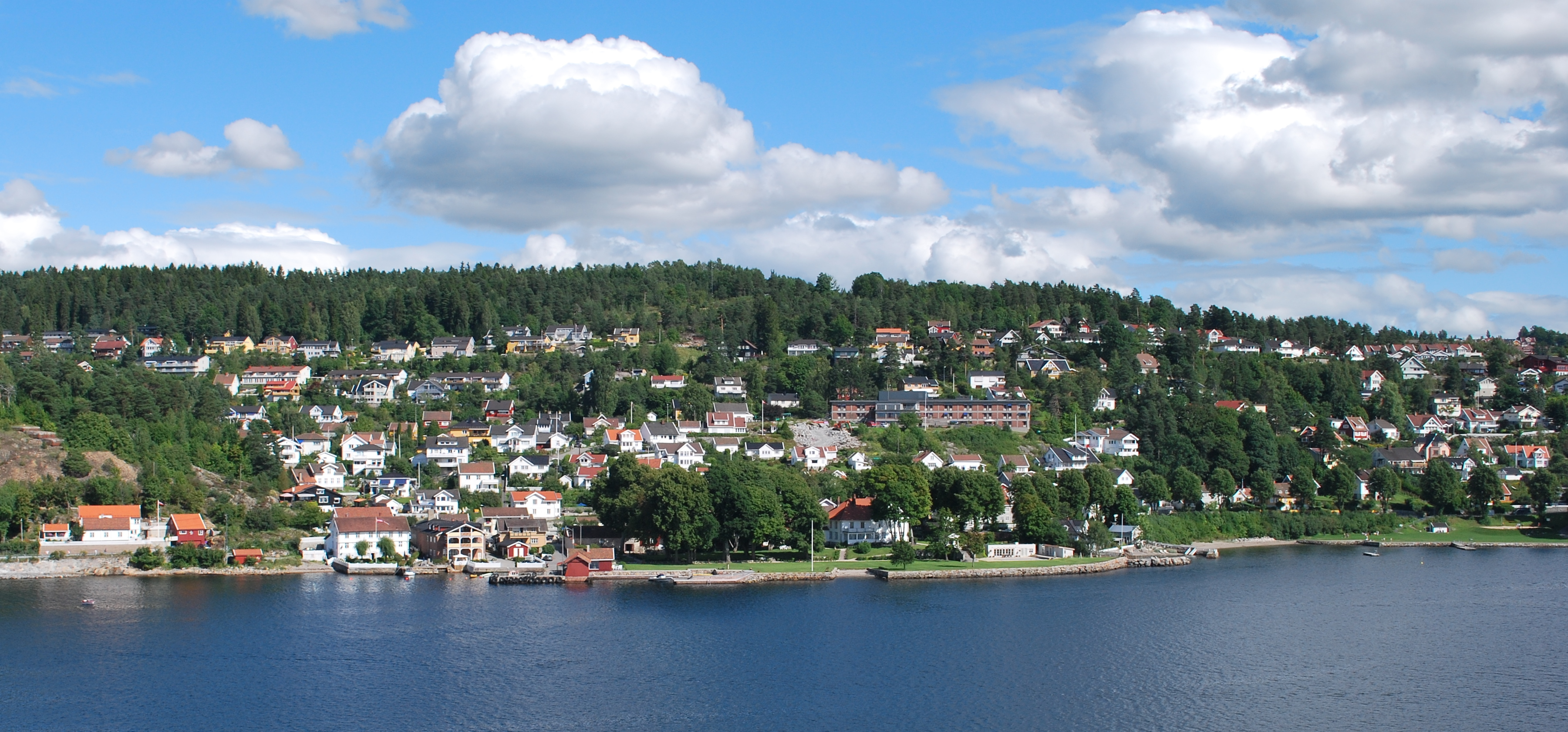
Drøbak Nordstranda in Frogn

Frogn ist eine Kommune in Akershus in Norwegen. Der Sitz der Verwaltung ist Drøbak. Die Kommune befindet sich auf dem südlichen Teil der Halbinsel Nesodden zwischen Oslofjord und dessen östlicher Verlängerung, dem Bunnefjord. Frogn grenzt an die Kommunen Nesodden, Ås und Vestby.

## Geschichte und Name
Frogn wurde als Kommune am 1. Januar 1838 gegründet. Die Stadt Drøbak wurde am 1. Januar 1962 mit der Kommune Frogn vereinigt. Die Kommune (ursprünglich die Pfarrgemeinde) erhielt ihren Namen nach dem alten Hof Frogn (norrøn: Fraun), da die erste Kirche hier gebaut wurde. Die genaue Bedeutung ist nicht bekannt. Eine Theorie vermutet den Ursprung im norrønen frauđ n 'manure' – was als das „fruchtbargemachtes Feld“ übertragen werden kann.
Bis 1889 wurde der Name „Fron“ geschrieben.
Das Wappen der Kommune stammt aus dem Jahre 1988 und stellt die Festung Oscarsborg dar.

## Städtepartnerschaften
Partnerstädte von Frogn sind:
| - Åmål, Schweden - Loimaa, Finnland - Türi, Estland - Kuldīga, Lettland | - Berlin, Bezirk Mitte, Deutschland - Osaka, Japan - Golfo Aranci, Sardinien, Italien |

## Sonstiges
Nach dem Mauerfall schenkte die Kommune Frogn der deutschen Hauptstadt Berlin jährlich einen Weihnachtsbaum für den Platz vor dem Brandenburger Tor. Er symbolisierte Frieden und Solidarität mit dem wiedervereinigten Deutschland. Zeitgleich wurden die Weihnachtsbäume in Drøbak und auf dem Pariser Platz in Berlin zum ersten Advent beleuchtet.
Diese Tradition endete jedoch im Jahre 2014. Als Gründe wurden unter anderem die Transportkosten angegeben.

## Persönlichkeiten
- Finn T. Isaksen (1924–1987), Politiker und Manager
- Martin Schanche (* 1945), Automobilrennfahrer
- Dag Terje Andersen (* 1957), Politiker
- Solveig Kringlebotn (* 1963), Opernsängerin (Sopran)